# Liste des cathédrales d'Ottawa
Plusieurs confessions chrétiennes ont une cathédrale à Ottawa, en Ontario au Canada :
- la cathédrale Christ Church se rattache à l’Église anglicane du Canada ;
- la basilique-cathédrale Notre-Dame se rattache à l’Église catholique ;
- la cathédrale Saint-Élie se rattache à l’Église orthodoxe.